# Gray megye (Kansas)
Gray megye az Amerikai Egyesült Államokban, azon belül Kansas államban található. Megyeszékhelye és legnagyobb városa Cimarron. Lakosainak száma 5653 fő (2020. április 1.). Gray megye Finney, Hodgeman, Ford, Meade és Haskell megyékkel határos.

## Népesség
A megye népességének változása:
| Lakosok száma | 6027 | 6106 | 6000 | 6009 | 6133 | 5653 |
|               | 2010 | 2011 | 2012 | 2013 | 2015 | 2020 |